# Eishockey-Europameisterschaft 1910

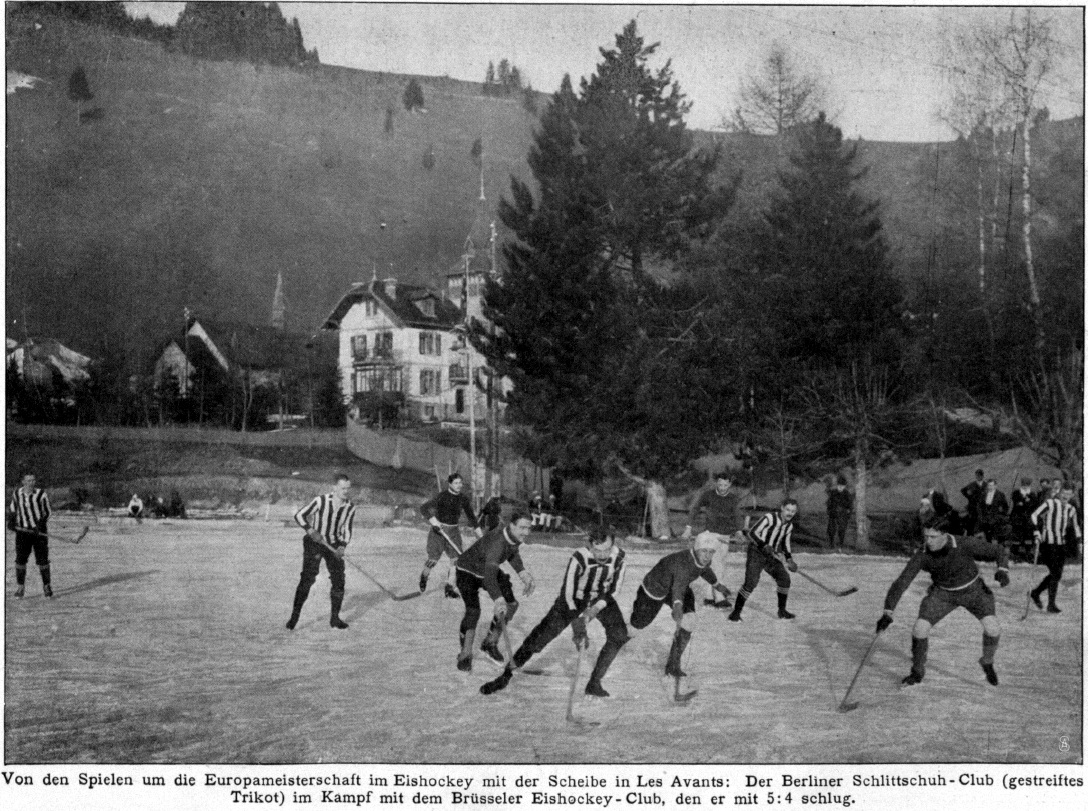
Spielszene aus dem Spiel Deutschland (Berliner SchC) gegen Belgien (Brussels IHC)

Die erste Eishockey-Europameisterschaft war das erste offizielle internationale Turnier für Nationalmannschaften überhaupt. Die europäische Kontinentalmeisterschaft sollte in Zukunft jährlich ausgetragen werden.
Das EM-Turnier fand vom 10. bis 12. Januar 1910 in Les Avants in der Schweiz statt. Austragungsort war ein zugefrorener See oberhalb von Montreux, auf dem sonst der HC Les Avants spielte.
Im Vorfeld des Turniers gab es einen heftigen Streit um den Austragungsmodus (Amerikanisches System, also jeder gegen jeden, oder K.-o.-System), der dazu führte, dass Frankreich (vertreten durch den Club des Patineurs de Paris) am Turnier nicht teilnahm. Auch Böhmen (Slavia Prag) zog seine Meldung zurück. Somit spielten von den sechs LIHG-Teilnehmern vier um den EM-Titel nach dem amerikanischen System. Neben dem Gastgeber, der Schweiz, beteiligten sich Deutschland, Belgien und Großbritannien (als England bezeichnet) an diesem Turnier. Deutschland und Großbritannien ließen sich bei diesem Turnier von ihren besten Vereinsmannschaften vertreten (Berliner Schlittschuhclub respektive Princes Ice Hockey Club), während Belgien und die Schweiz mit Auswahlmannschaften (bei der Schweiz allerdings nur Spieler französischer Clubs) antraten. Außer Konkurrenz nahm noch eine Auswahl kanadischer Studenten aus Oxford, die Oxford Canadians, am Turnier teil, wobei allerdings die Briten gegen dieses Team nicht antraten.
Erster Europameister der Eishockeygeschichte wurde das Team von Großbritannien.

## Spiele
| 10. Januar 1910 | Großbritannien Albert Macklin | 1:0 (0:0, 1:0) | Deutsches Reich | Patinoire du Grand-Hôtel, Les Avants |

| 10. Januar 1910 | Schweiz | 0:1 | Belgien Maurice Deprez | Patinoire du Grand-Hôtel, Les Avants |

| 10. Januar 1910 | Großbritannien Harold Duden | 1:1 | Belgien Freddy Charlier | Patinoire du Grand-Hôtel, Les Avants |

| 10. Januar 1910 | Schweiz Alfred Mégroz | 1:8 | Oxford Canadians | Patinoire du Grand-Hôtel, Les Avants |

| 11. Januar 1910 | Deutsches Reich Alfred Steinke (2) Werner Glimm Harry Jakeman Franz Lange | 5:3 | Belgien Étienne Coupez Fernand de Blommaert Maurice Deprez | Patinoire du Grand-Hôtel, Les Avants |

| 11. Januar 1910 | Schweiz F. Payot | 1:5 (1:0, 0:5) | Großbritannien Albert Macklin (2) Robert Le Cron Harold Duden Hugo Stonor | Patinoire du Grand-Hôtel, Les Avants |

| 11. Januar 1910 | Deutsches Reich | 0:4 | Oxford Canadians | Patinoire du Grand-Hôtel, Les Avants |

| 12. Januar 1910 | Belgien | 0:6 | Oxford Canadians | Patinoire du Grand-Hôtel, Les Avants |

| 12. Januar 1910 | Schweiz Max Sillig | 1:9 | Deutsches Reich Werner Glimm (3) Charles Hartley (2) Harry Jakeman (2) Bruno Grauel Franz Lange | Patinoire du Grand-Hôtel, Les Avants |

| 12. Januar 1910 | Großbritannien | nicht ausgetragen | Oxford Canadians | Patinoire du Grand-Hôtel, Les Avants |

## Abschlusstabelle

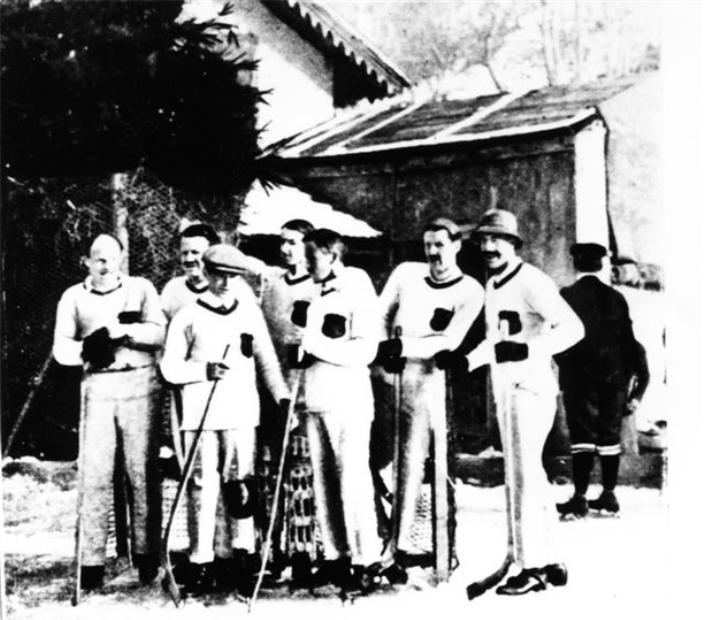
Die siegreiche britische Mannschaft

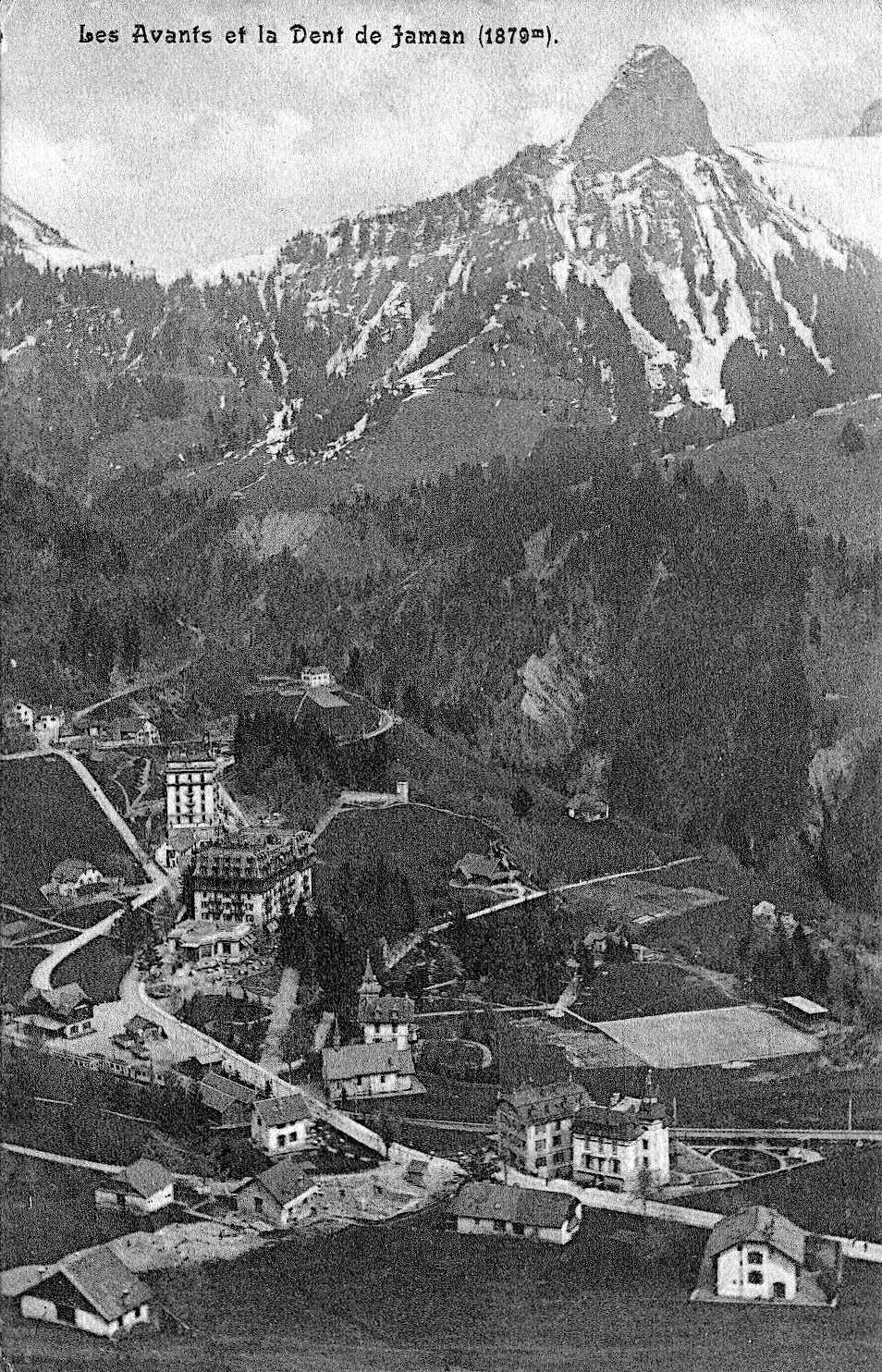
Postkarte von Les Avants, rechts unten die Natureisbahn

|    | Team            | Sp | S | U | N | Tore  | TD  | Punkte |
| -- | --------------- | -- | - | - | - | ----- | --- | ------ |
| 1. | Großbritannien  | 3  | 2 | 1 | 0 | 07:02 | +05 | 5:1    |
| 2. | Deutsches Reich | 3  | 2 | 0 | 1 | 14:05 | +09 | 4:2    |
| 3. | Belgien         | 3  | 1 | 1 | 1 | 05:06 | −01 | 3:3    |
| 4. | Schweiz         | 3  | 0 | 0 | 3 | 02:15 | −13 | 0:6    |

| Europameister Großbritannien | Tommy Sopwith – Peter Patton, Bevan Cox – Harold Duden – Robert Le Cron, Sydney Cox, Hugo Stonor, Albert Macklin                                                                      |
| Silber Deutsches Reich       | Willi Bliesener – Alfred Steinke, Bruno Grauel, Günter Dreyer, Robert Müller – Charles Hartley – Harry Jakeman , Franz Lange, Werner Glimm, Emil Jacob, Günter Kutscher, Carl Lüdecke |
| Bronze Belgien               | Roger Van der Straeten – Maurice Deprez, Etiénne Coupez, Paul Loicq, Jean Grimard, Louis De Smeth, Fernand De Smeth, Fernand de Blommaert, Freddy Charlier                            |